# Franjetenen
Franjetenen of franjeteenhagedissen (Acanthodactylus) zijn een geslacht van hagedissen die behoren tot de familie echte hagedissen (Lacertidae).

## Uiterlijke kenmerken
Franjetenen danken de naam aan de huidflapjes aan de tenen; vlezige franjes die als 'sneeuwschoenen' worden gebruikt om over het hete zand te rennen. Ze hebben een vaal rode kleur met zandkleur-achtige vlekken, ook de buik is zandkleurig.
Bekende soorten zijn de grootschubfranjeteen (A. boskianus), die tot 20 centimeter lang wordt en in Egypte en Saoedi-Arabië voorkomt. Deze dieren zijn meestal koperbruin, met afhankelijk van de leeftijd 10 of twaalf rijen kleine vlekjes of vlekkige strepen in de flank. In Europa komt (A. erythrurus) voor, de 'gewone' franjeteenhagedis, die in het zuidelijke deel van het Iberisch Schiereiland en grote delen van Portugal leeft. Deze laatste soort bereikt een lichaamslengte inclusief staart tot 25 centimeter. De juvenielen zijn te herkennen aan hun felrode staart.

## Verspreiding en habitat
Franjetenen leven in delen van Europa, noordelijk Afrika en het Midden-Oosten. De verschillende soorten leven in de landen en deelgebieden Afghanistan, Algerije, Benin, Burkina Faso, Centraal-Afrikaanse Republiek, Cyprus, Egypte, Eritrea, Ethiopië, Ghana, Gibraltar, India, Irak, Iran, Israël, Jordanië, Jemen, Kameroen, Koeweit, Libië, Mali, Marokko, Mauritanië, Niger, Nigeria, Oman, Pakistan, Portugal, Qatar, Saoedi-Arabië, Senegal, Soedan, Syrië, Togo, Tsjaad, Tunesië, Turkije, Verenigde Arabische Emiraten en Westelijke Sahara.
De habitat is zeer variabel maar bestaat vaak uit drogere gebieden zoals graslanden, zandduinen, en stranden, kreupelhout, rotsachtige streken, woestijnen en halfwoestijnen.

## Beschermingsstatus
Door de internationale natuurbeschermingsorganisatie IUCN is aan 32 soorten een beschermingsstatus toegewezen. Zestien soorten worden beschouwd als 'veilig' (Least Concern of LC), twee soorten als 'kwetsbaar' (Vulnerable of VU) en twee als 'gevoelig' (Near Threatened of NT). Vijf soorten staan te boek als 'onzeker' (Data Deficient of DD) en drie soorten worden gezien als 'bedreigd' (Endangered of EN). Vier soorten ten slotte worden geclassificeerd als 'ernstig bedreigd' (Critically Endangered of CR).

## Levenswijze
Franjetenen zijn slanke, snelle dieren. Hoewel ze snel door de energie heen zijn, kunnen ze vliegensvlug over rotsen klauteren; vijanden winnen het niet op snelheid. De vrouwtjes zetten eieren af in het zand. Het voedsel bestaat uit insecten en met name kevers en keverlarven.

## Naam en indeling
De wetenschappelijke naam van de groep werd voor het eerst voorgesteld door Arend Friedrich August Wiegmann in 1834. Er zijn 42 verschillende soorten, inclusief de pas in 2017 wetenschappelijk beschreven soort Acanthodactylus margaritae.

### Soorten
Het geslacht omvat de volgende soorten, met de auteur en het verspreidingsgebied.
| Naam                                           | Auteur                                                          | Verspreidingsgebied |
| ---------------------------------------------- | --------------------------------------------------------------- | --- |
| Acanthodactylus aegyptius                      | Baha El Din, 2007                                               | Egypte, Israël |
| Acanthodactylus ahmaddisii                     | Werner, 2004                                                    | Jordanië |
| Acanthodactylus arabicus                       | Boulenger, 1918                                                 | Jemen |
| Acanthodactylus aureus                         | Günther, 1903                                                   | Marokko, Mauritanië, Senegal, Westelijke Sahara |
| Acanthodactylus bedriagai                      | Lataste, 1881                                                   | Algerije, Tunesië |
| Acanthodactylus beershebensis                  | Moravec, Baha El Din, Seligann, Sivan & Werner, 1999            | Israël |
| Acanthodactylus blanci                         | Doumergue, 1901                                                 | Algerije, Tunesië |
| Acanthodactylus blanfordii                     | Boulenger, 1918                                                 | Iran, Afghanistan, Pakistan, Oman, Verenigde Arabische Emiraten, India |
| Acanthodactylus boskianus                      | Daudin, 1802                                                    | Marokko, Algerije, Tunesië, Libië, Egypte, Jordanië, Westelijke Sahara, Mauritanië, Mali, Niger, Nigeria, Soedan, Ethiopië, Eritrea, Tsjaad, Jemen, Saoedi-Arabië, Verenigde Arabische Emiraten, Oman, Koeweit, Israël, Syrië, Irak, Iran, Turkije |
| Acanthodactylus boueti                         | Chabanaud, 1917                                                 | Ghana, Benin, Nigeria, Togo |
| Acanthodactylus busacki                        | Salvador, 1982                                                  | Marokko, Westelijke Sahara |
| Acanthodactylus cantoris                       | Günther, 1864                                                   | Afghanistan, Pakistan, India, Jordanië, Iran |
| Acanthodactylus dumerilii                      | Milne-Edwards, 1829                                             | Marokko, Mauritanië, Senegal, Mali, Algerije, Tunesië, Libië |
| Franjeteenhagedis (Acanthodactylus erythrurus) | Schinz, 1833                                                    | Portugal, Spanje, Gibraltar, Marokko, Algerije |
| Acanthodactylus felicis                        | Arnold, 1980                                                    | Jemen, Oman |
| Acanthodactylus gongrorhynchatus               | Leviton & Anderson, 1967                                        | Saoedi-Arabië, Verenigde Arabische Emiraten |
| Acanthodactylus grandis                        | Boulenger, 1909                                                 | Libanon, Syrië, Jordanië, Irak, Saoedi-Arabië, Iran |
| Acanthodactylus guineensis                     | Boulenger, 1887                                                 | Ghana, Nigeria, Niger, Kameroen, Mali, Burkina Faso, Centraal-Afrikaanse Republiek, mogelijk in Tsjaad en Soedan |
| Acanthodactylus haasi                          | Leviton & Anderson, 1967                                        | Oman, Saoedi-Arabië, Verenigde Arabische Emiraten |
| Acanthodactylus hardyi                         | Haas, 1957                                                      | Jordanië, Irak, Saoedi-Arabië, Koeweit |
| Acanthodactylus harranensis                    | Baran, Kumlutas, Lanza, Sindaco, Ilgaz, Avci & Crucitti, 2005   | Turkije |
| Acanthodactylus khamirensis                    | Heidari, Rastegar-Pouyani, Rastegar-Pouyani & Rajabizadeh, 2013 | Iran |
| Acanthodactylus longipes                       | Boulenger, 1918                                                 | Marokko, Algerije, Tunesië, Libië, Mauritanië, Westelijke Sahara, Mali, Niger, Tsjaad, Egypte |
| Acanthodactylus maculatus                      | John Edward Gray, 1838                                          | Marokko, Algerije, Tunesië, Libië |
| Acanthodactylus margaritae                     | Tamar, Geniez, Brito & Crochey, 2017                            | Marokko |
| Acanthodactylus masirae                        | Arnold, 1980                                                    | Oman |
| Acanthodactylus micropholis                    | Blanford, 1874                                                  | Iran, Pakistan, Afghanistan |
| Acanthodactylus nilsoni                        | Rastegar-Pouyani, 1998                                          | Iran |
| Acanthodactylus opheodurus                     | Arnold, 1980                                                    | Saoedi-Arabië, Koeweit, Israël, Jordanië, Irak, Jemen, Oman, Verenigde Arabische Emiraten, Qatar |
| Acanthodactylus orientalis                     | Angel, 1936                                                     | Syrië, Irak, Saoedi-Arabië |
| Acanthodactylus pardalis                       | Lichtenstein, 1823                                              | Algerije, Libië, Egypte, Jordanië |
| Acanthodactylus robustus                       | Werner, 1929                                                    | Jordanië, Syrië, Irak, Saoedi-Arabië |
| Acanthodactylus savignyi                       | Audouin, 1827                                                   | Algerije |
| Acanthodactylus schmidti                       | Haas, 1957                                                      | Jordanië, Irak, Iran, Verenigde Arabische Emiraten, Koeweit, Oman, Qatar |
| Acanthodactylus schreiberi                     | Boulenger, 1878                                                 | Cyprus, Turkije |
| Acanthodactylus scutellatus                    | Audouin, 1827                                                   | Algerije, Tunesië, Libië, Egypte, Israël, Jordanië, Mali, Niger, Tsjaad, Soedan, Irak, Saoedi-Arabië, Koeweit |
| Acanthodactylus senegalensis                   | Chabanaud, 1918                                                 | Mauritanië, Westelijke Sahara, Senegal, Mali, Algerije |
| Acanthodactylus spinicauda                     | Doumergue, 1901                                                 | Algerije |
| Acanthodactylus taghitensis                    | Geniez & Foucart, 1995                                          | Algerije, Mauritanië, Westelijke Sahara |
| Acanthodactylus tilburyi                       | Arnold, 1986                                                    | Jordanië, Saoedi-Arabië |
| Acanthodactylus tristrami                      | Günther, 1864                                                   | Libanon, Syrië, Irak, Jordanië |
| Acanthodactylus yemenicus                      | Salvador, 1982                                                  | Jemen |